# Lukostřelba na Letních olympijských hrách 1980
Lukostřelba na Letních olympijských hrách 1980.

## Medailisté

### Muži
| Kategorie   | Zlato                           | Stříbro                              | Bronz                            |
| ----------- | ------------------------------- | ------------------------------------ | -------------------------------- |
| Jednotlivci | Tomi Poikolainen · Finsko (FIN) | Boris Isačenko · Sovětský svaz (URS) | Giancarlo Ferrari · Itálie (ITA) |

### Ženy
| Kategorie     | Zlato                                        | Stříbro                                  | Bronz                            |
| ------------- | -------------------------------------------- | ---------------------------------------- | -------------------------------- |
| Jednotlivkyně | Ketevan Losaberidzeová · Sovětský svaz (URS) | Natalia Butuzovová · Sovětský svaz (URS) | Päivi Meriluotová · Finsko (FIN) |

## Medailové pořadí
| Pořadí | Země                | Zlato | Stříbro | Bronz | Celkově |
| ------ | ------------------- | ----- | ------- | ----- | ------- |
| 1.     | Sovětský svaz (URS) | 1     | 2       | 0     | 3       |
| 2.     | Finsko (FIN)        | 1     | 0       | 1     | 2       |
| 3.     | Itálie (ITA)        | 0     | 0       | 1     | 1       |